# Средняя Арсенальная башня
Сре́дняя Арсена́льная ба́шня (ранее — Гранёная, Гротская) — глухая башня, расположенная на северо-западной стороне Московского Кремля, протянувшейся вдоль Александровского сада. Была построена в 1493—1495 годах на месте угловой башни времён Дмитрия Донского. В 1680-х годах постройка получила завершение — открытый четверик с четырёхгранным шатром, оканчивающимся сквозной смотровой вышкой с шатриком. Современное название башня получила по зданию Арсенала, построенного на территории Кремля в начале XVIII столетия.
С 1990 года Средняя Арсенальная башня находится в списке Всемирного наследия ЮНЕСКО как часть архитектурного ансамбля Московского Кремля.

## История

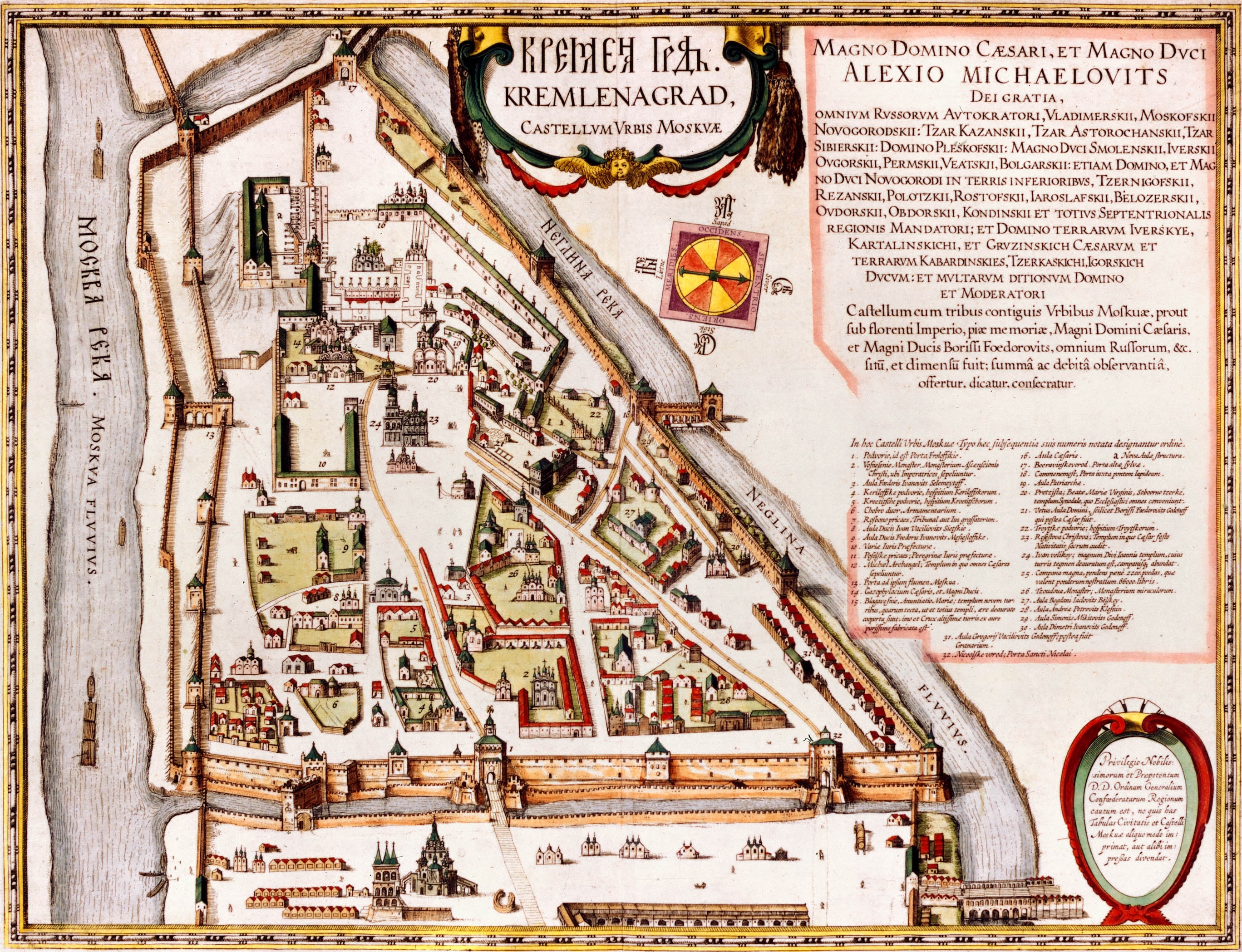
Карта Москвы «Кремленаград» на латыни из атласа 1663 года

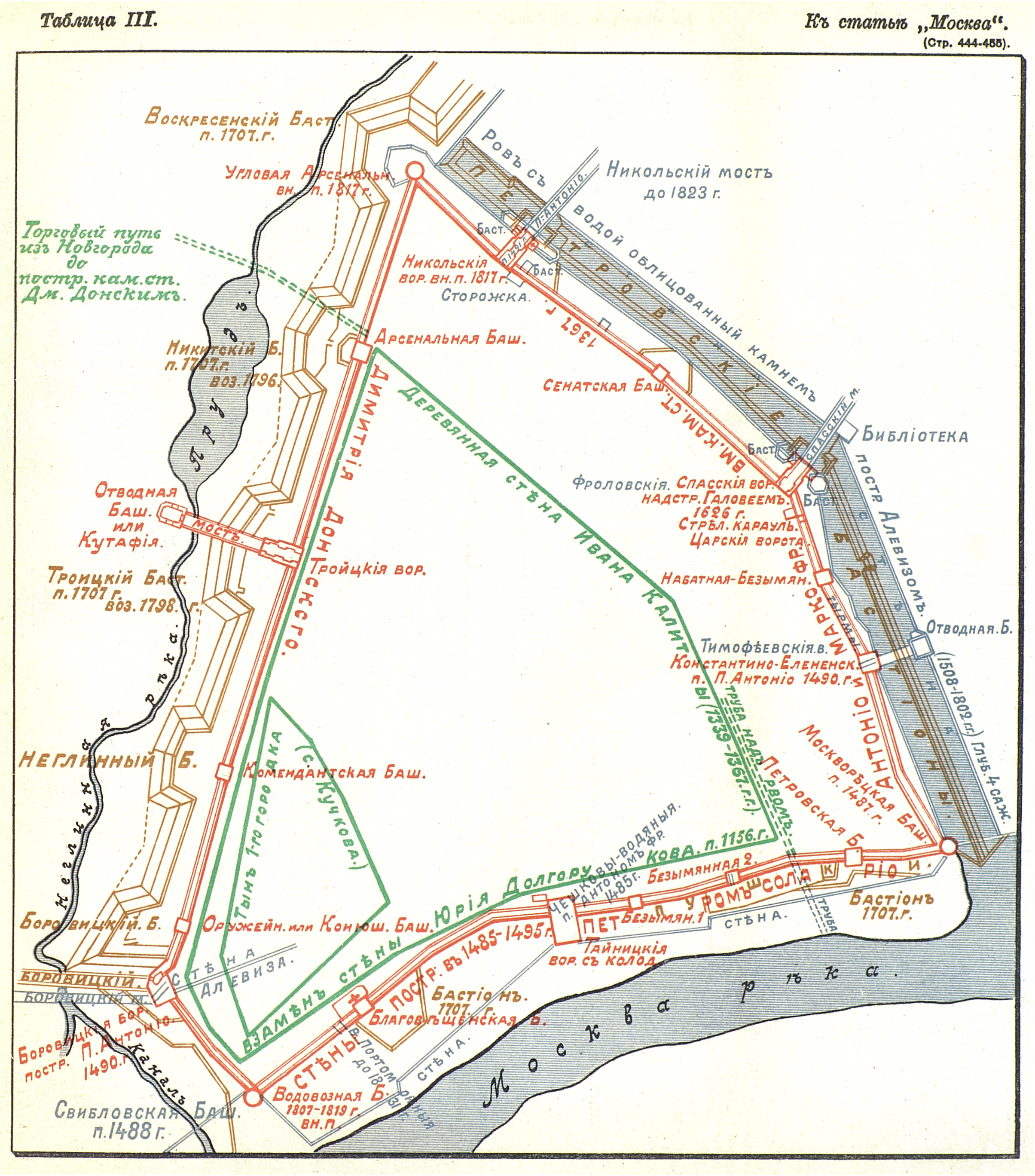
Схема развития Кремля к 1913 году из Военной энциклопедии Сытина, 1914 год

### Строительство

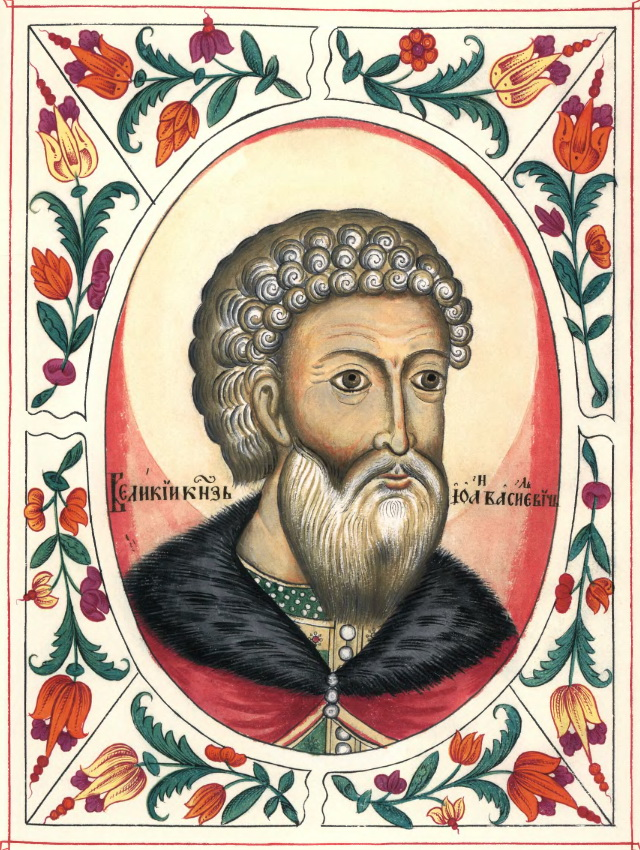
Портрет царя Ивана III из «Царского титулярника» XVII века

В XIV—XV веках на месте современной Средней Арсенальной располагалась башня белокаменного Кремля Дмитрия Донского. По предположению историка Сергея Бартенева, эта стрельница была угловой, круглой и стояла чуть дальше от берега реки Неглинной. В конце XV по приказу Ивана III кремлёвские стены стали перестраивать в кирпич. Изначально возведение северо-западной оборонительной стены было поручено миланскому архитектору Пьетро Солари, руководившему также постройкой многих кремлёвских башен. После его смерти в 1493 году работы были временно приостановлены, а царю пришлось искать новых «стенных и палатных мастеров». Вероятнее всего, строительством новой башни в 1493—1495 годах руководил другой итальянский архитектор Алевиз Фрязин (Старый), завершавший постройки своего предшественника. Летописная запись 1495 года гласит, что Иван III «заложи стену градную… возле Неглинны, не по старой, города прибавиша» . Из-за того, что северо-западная сторона кремлёвских укреплений находилась недалеко от реки, возникла опасность обрушения почв. Перед началом строительства Фрязин провёл серьёзные гидротехнические работы по укреплению грунтов берегов Неглинной так, чтобы они не оползали под давлением крепостных сооружений.

### XV—XVI века
Гранёная башня располагалась между современными Троицкой и Арсенальной Угловой (Собакиной) башнями, и своё название получила по декору в виде двух плоских вертикальные ниш с внешней стороны. Будучи прямоугольной в плане, невысокой и глухой, сооружение лишь немного выдавалось за пределы кремлёвской стены. Башня представляла собой самостоятельное фортификационное сооружение, способное держать оборону, даже если другие части крепостных стен заняты противником. Для этого она была оборудована боевыми ярусами и бойницами для ведения фронтального и фланкирующего огня. Завершением башни служила площадка с зубцами и деревянной скатной крышей. В XVII веке к ней добавили боевые машикули (сначала устроенные лишь на угловых башнях), которые уже к концу столетия заложили кирпичом за ненадобностью. При повторной реставрации в XIX веке их форма была опять изменена. В современной Средней Арсенальной башне бойницы навесного боя можно увидеть снаружи в нижнем четверике.
Стены башни были выполнены из обожжённого кирпича, часть кладки которого с редкими вкраплениями белого камня сохранилась до наших дней. Внутри прясел Московского Кремля существовал сквозной проход, соединявший промежуточные крепостные башни. Подобный проход проложили внутри Гранёной башни между Троицкой и Арсенальной Угловой. Всход с земли на крепостную стену у неё отсутствовал.
Некоторые исследователи отмечают сходство башен Кремля с итальянскими. Так, Средняя Арсенальная (Гранёная) напоминает миланскую «башню Филарете», спроектированную архитектором Антонио Аверулино. Он был современником другого итальянского мастера XV века — Аристотеля Фиораванти, автора Успенского собора, которому, по одной из версий, принадлежала общая идеи расположения оборонительных укреплений Кремля.
В 1493 году в Кремле случился пожар, на время остановивший возведение башен и стен. По приказу Ивана III все деревянные строения вокруг крепости были снесены. Для предотвращения последующих пожаров на Неглинной были устроены плотины и пруды. В 1516 году у Гранёной башни, на месте будущего Александровского сада, сделали запруду.
Историк Бартенев предположил, что, судя по одинаковому устройству окон, Средняя Арсенальная башня могла относится к Троицкому набату, и в старину здесь мог висеть его колокол.

### Модернизация

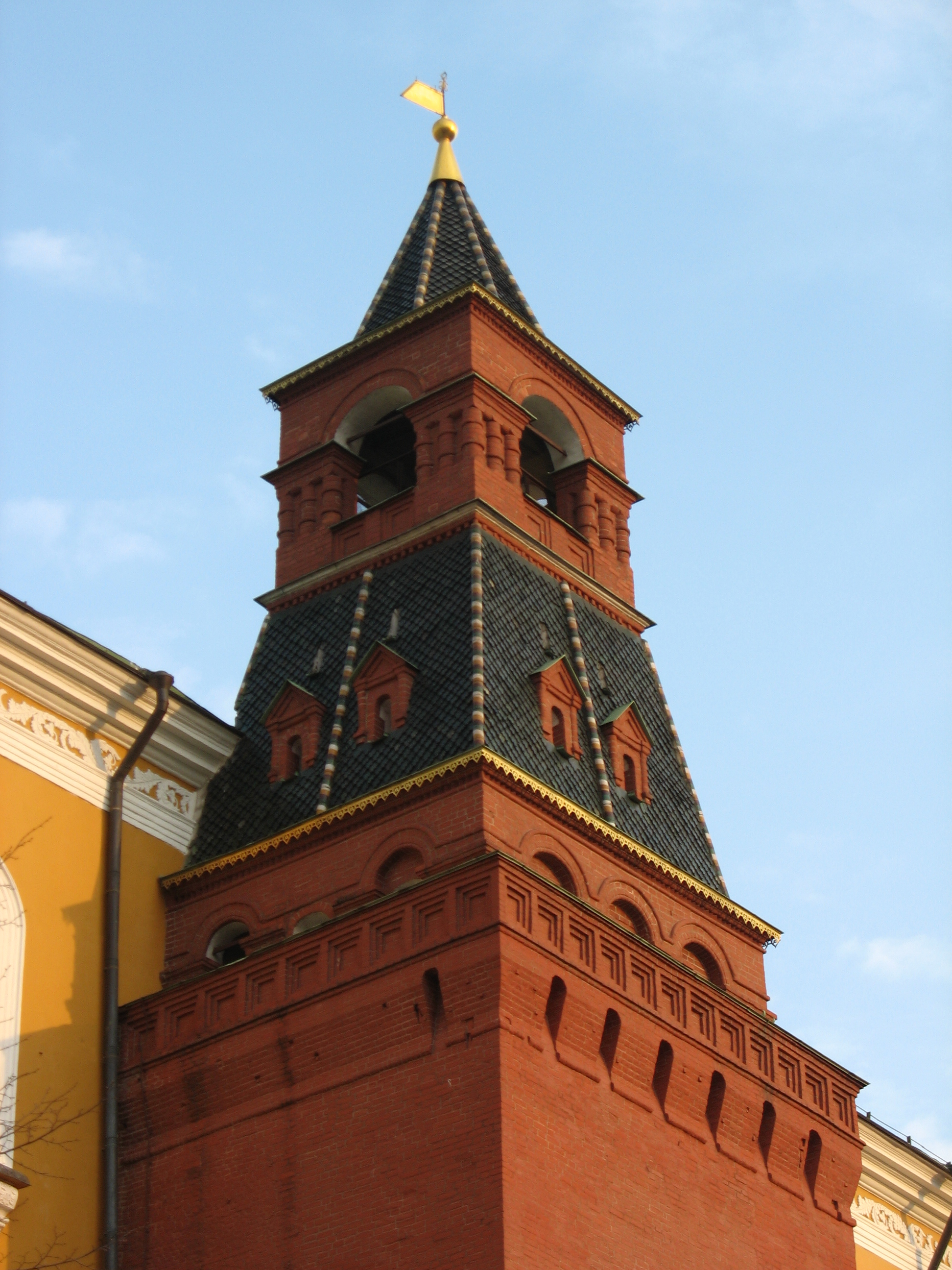
Верхняя часть башни, надстроенная в XVII веке, фотография 2007 года

Гранёная башня обладала прочностью и до середины следующего столетия сохранилась практически без изменений. В описи 1646 года указывалось, что «в глухой башне всход на башню осыпался, да в той же башне в двух печурах насорено, да в верхнем бою меж зубцов осыпалось в кирпич и в два». Спустя два десятилетия опись свидетельствовала, что башня «вся цела», и обвалились только перила прилегающих прясел.
К 1680-м годам крепостные укрепления Кремля перестали выполнять оборонительные функции, многие башни обветшали и нуждались в ремонте. В 1676—1686 годах Гранёная башня была модернизирована: прежнюю деревянную крышу заменили на каменный шатёр с дозорной вышкой и позолоченным флюгером. С дозорной вышки можно было заметить и предупредить пожары, часто возникавшие в деревянной Москве. В начале XVII века с внутренней стороны Кремля находились боярские дворы, в том числе — бояр Годуновых. Между Троицкими и Никольскими воротами находилось место сбора стрельцов.

### XVIII век
В 1701 году были составлены реестр и подробный отчёт крепостных сооружений. На основе изображений начала XVIII века известно, что черепицы кремлёвских башен к тому времени были уже выкрашены в зелёный цвет. Этот факт также подтверждается данными о государственных закупках свинца, который даёт глазури изумрудный оттенок.
В разгар Северной войны, опасаясь нападения шведских войск на Москву, Пётр I приказал укрепить и подготовить кремлёвские башни к обороне. В 1707-м началась подготовка: со стороны Неглинной насыпали земляные валы и построили пять болверков. Гранёная башня была укреплена, а для её защиты сооружён Никитский болверк, получивший название от одноимённой улицы.
В 1713 году столицу перенесли в Санкт-Петербург, и Московский Кремль потерял былое значение. Угроза нападения войск Карла XII на Москву миновала, прежние земляные укрепления оказались заброшенными. В конце XVIII века, в период правления Павла I, петровские бастионы попытались восстановить, что способствовало превращению реки Неглинной в болото.
Участок кремлёвской стены с северо-западной стороны на протяжении долгого времени оставался без ремонта. По данным на 1765 год серьезных осыпей по башне не было, однако прясла находились в плохом состоянии.

#### Арсенал

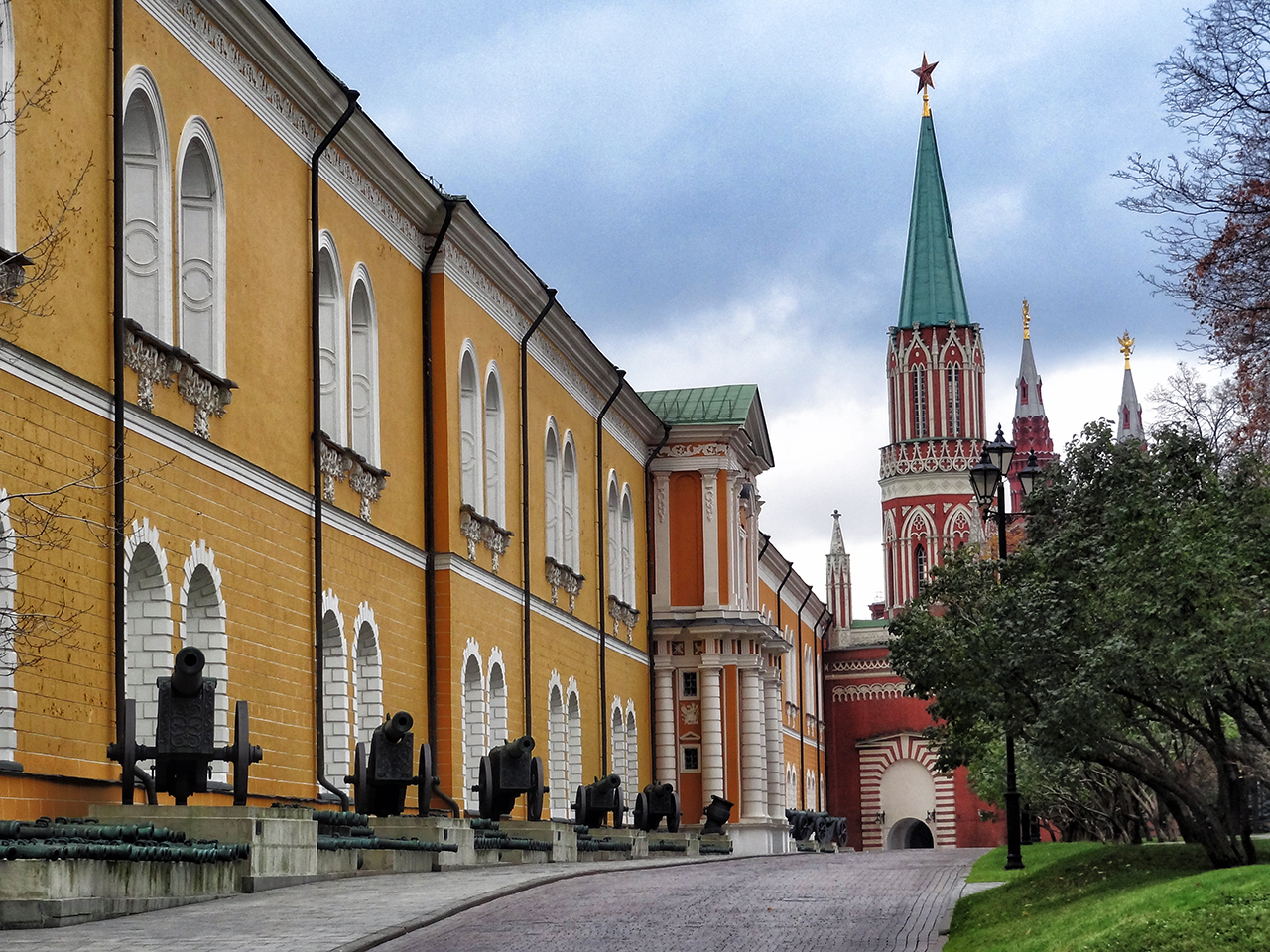
Арсенал Московского Кремля, фотография 2013 года

После сильного московского пожара 1701 года, по приказу Петра I в Кремле началось строительство Арсенала (Цейхгауза), который дал современное название Средней и Угловой Арсенальным башням. С возведением Цейхгауза территория между Никольской и Троицкой башнями лишилась старых домов и остатков каменных строений.
Строительные работы велись до 1736 года, через год после чего здание сильно пострадало во время Троицкого пожара. Восстановление Цейхгауза продолжалось до 1754 года под руководством архитектора Дмитрия Ухтомского. Арсенал строился в непосредственной близости от кремлёвской стены и башен, в результате чего для освещения оконных проёмов нового здания верхнюю часть прясел от Угловой Арсенальной до Троицкой башен пришлось разобрать. На укороченной стене сделали уступ и украсили новыми зубцами.

### XIX век

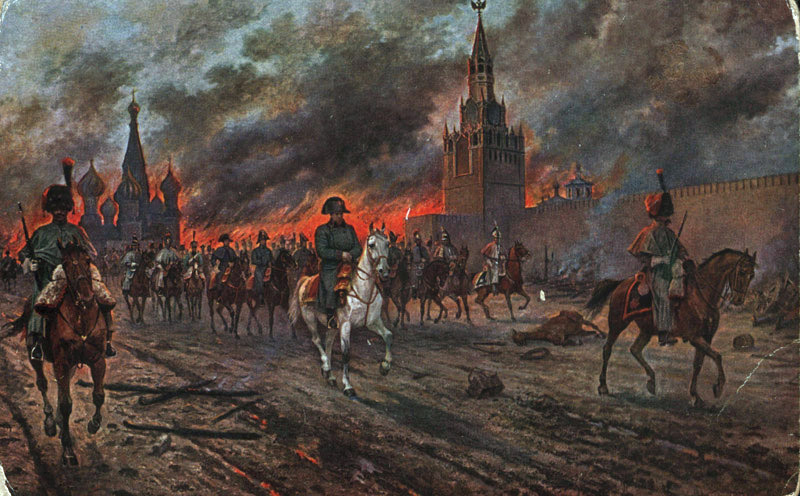
Наполеон покидает горящую Москву, картина Виктора Мазуровского, XIX век

Перед коронацией Александра I в 1801 году начальник Дворцового Ведомства Пётр Валуев инициировал благоустройство кремлёвских территорий. В ходе ремонтных работ крепостные укрепления были приведены в порядок, ветхие постройки снесены, полуразрушенные башни отреставрированы. В Средней Арсенальной башне обветшавшие части заменили на новые, площадку и парапеты покрыли свежей лещадью, на шатёр положили новую глазурованную черепицу. Помимо этого, к башне были подведены водосточные трубы, а прилегавшие к ней отсыревшие части стены отремонтировали.
Во время оккупации Москвы французскими войсками в 1812 году многие кремлёвские постройки пострадали. Покидая столицу, Наполеон отдал приказ заминировать Кремль, в результате чего была взорвана северо-восточная часть Арсенала, уничтожена Водовзводная и частично разрушены Никольская, 1-я Безымянная и Петровская башни. Подведённые под Среднюю Арсенальную башню мины не взорвались, потому строение пострадало незначительно. После окончания Отечественной войны началось восстановление разрушенных кремлёвских башен и стен. В феврале 1813 года инженер-полковник Сазонов осмотрел крепостные постройки на случай «оставленных мин для разряда оных». После проверки архитектором Иваном Еготовым Средняя Арсенальная была найдена в удовлетворительном состоянии.
Опись кремлёвских имуществ 1821 года указывает на внешнее обветшание башни: «черепица местами обвалилась, лещадь на парапете истрескалась, карнизы ветхи, на башне растет трава». В ходе восстановительных работ, проведённых архитектором Осипом Бове, башни и стены Московского Кремля заново побелили известью, башенные шатры покрасили зелёной краской, а флюгера обновили.
В 1817—1819 годах река Неглинная была помещена в подземный коллектор. Наряду с ремонтом Средней Арсенальной башни были проведены работы по благоустройству прилегающей к ней территории.

#### Александровский сад
В 1817—1823 годах земляные бастионы Петра I снесли, а вдоль западной кремлёвской стены были разбиты Кремлёвские (впоследствии — Александровские) сады. Они стали первым публичным городским парком столицы, созданным в честь победы в Отечественной войне. Первый (Верхний) сад, расположенный между Угловой Арсенальной и Троицкой башнями, открылся для посетителей в 1821-м.

#### Грот

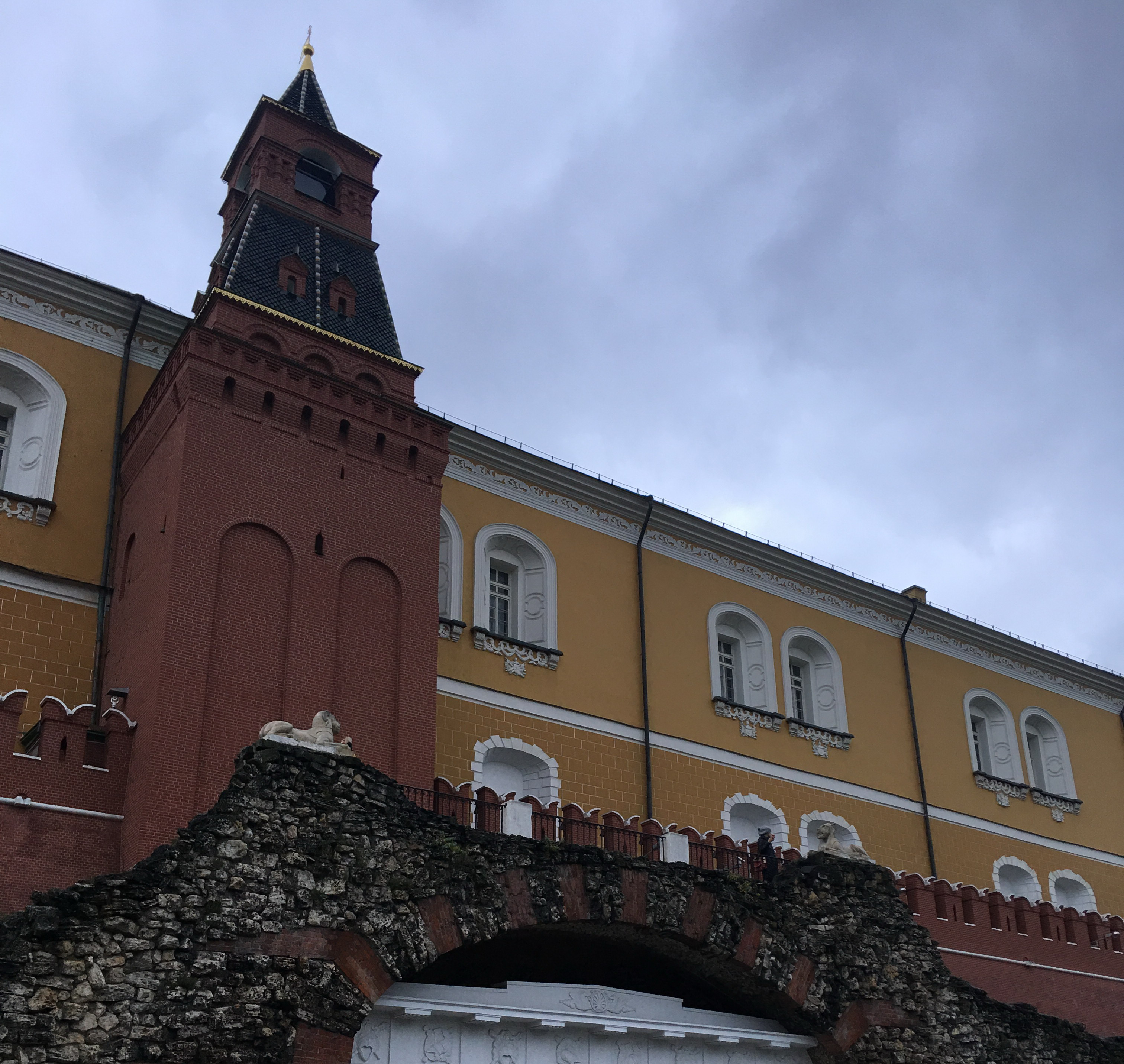
Вид башни с гротом, 2017

В 1821 году у подножия Средней Арсенальной башни по проекту Осипа Бове был построен Итальянский грот (или грот «Руины»), после чего за башней закрепилось ещё одно название — Гротская. Грот «Руины», символизирующий возрождение Москвы после опустошительного пожара 1812 года, представляет собой искусственную пещеру, образованную каменным сводом и четырьмя дорическими колоннами. Над памятником помещены фигуры львов.
Во время торжественных мероприятий Среднюю Арсенальную башню и Итальянский грот празднично декорировали. Так, к коронации Александра III постройка была освещена бенгальскими огнями и иллюминацией, рядом установлен фонтан. Кремлёвские стены были украшены разноцветными гирляндами.

### XX век
В 1904 году был проведён первый капитальный ремонт Средней Арсенальной башни. Однако уже через семь лет архитектор Александр Иванов и член Императорской археологической комиссии Пётр Покрышкин выявили новые повреждения и нарушения. В цокольной части башни откололись кирпичные углы, облицовка нижнего четверика была повреждена. Кирпичная коробка над сходом со стены оказалась полуразрушенной, а внутри башни солдаты устроили отхожее место. Кроме того, в ходе реставрации была изменена форма древних бойниц и верхнего шатра. Из-за этих изменений вода с флюгера стала проникать под черепицу и портить кровлю.
Во время штурма Кремля в октябре-ноябре 1917 года большевики устроили стрельбу по защищавшим его юнкерам. При артобстреле пострадали многие исторические памятники: храмы, стены и некоторые башни. Троицкие ворота и Средняя Арсенальная башня попали под орудийный обстрел, в результате чего у башни был пробит шатёр и повреждён карниз верхнего яруса.
В 1934 году археолог Игнатий Стеллецкий нашёл и исследовал один из внутристенных ходов Средней Арсенальной башни. Впоследствии оказалось, что при строительстве Арсенала, вплотную примыкающего к кремлёвской стене, этот ход был скрыт несущими конструкциями здания. Спустя 40 лет при реставрации кремлёвской стены были обнаружены ещё один ход и входная арка.
В 1967-м в Александровском саду между Средней и Угловой Арсенальными башнями был устроен памятник «Могила Неизвестного солдата» в память о воинах, погибших во время Великой Отечественной войны. 8 мая того же года над мемориалом зажгли Вечный огонь, символизирующий непреходящую память о трагических событиях.

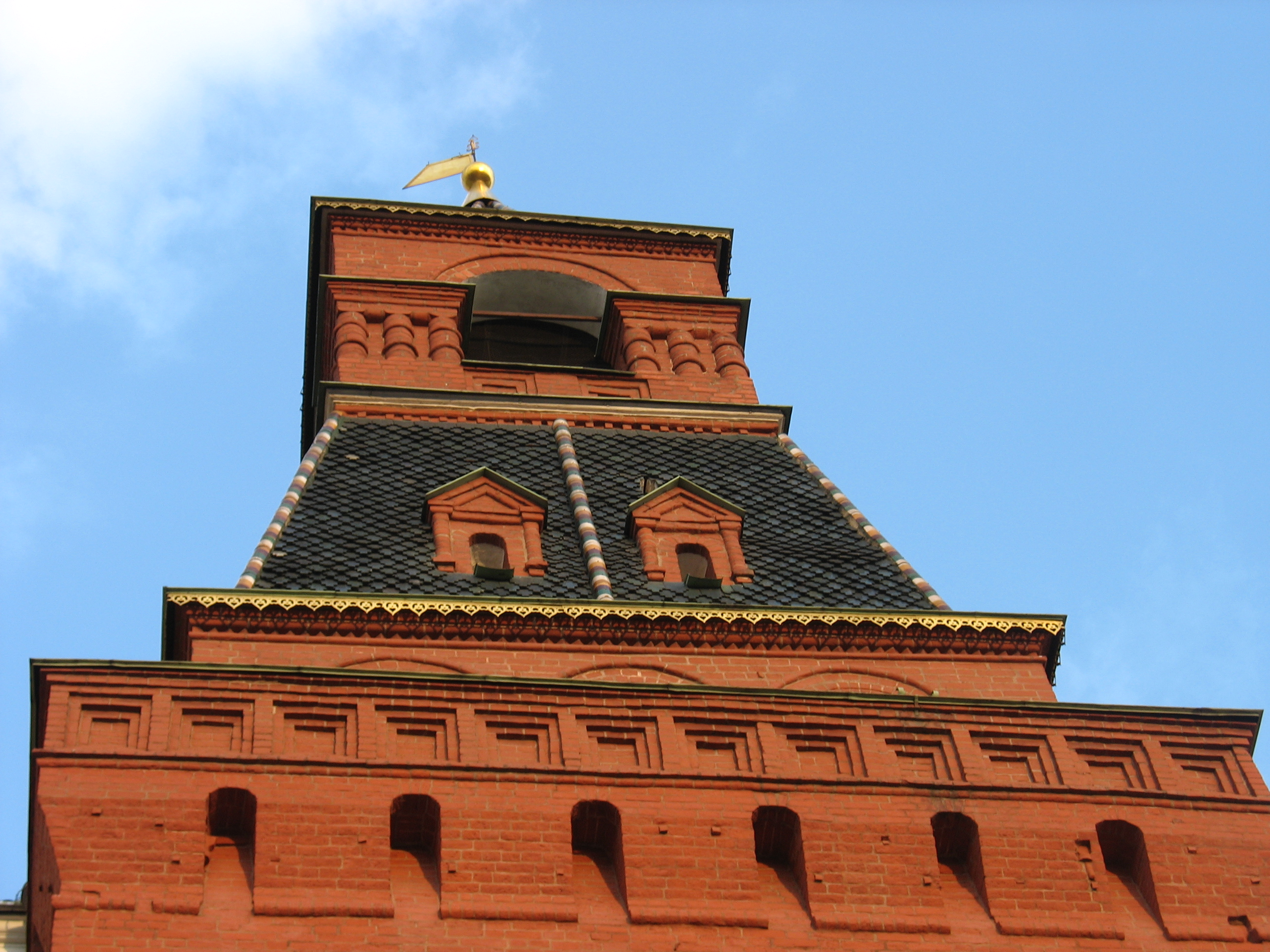
Фрагмент украшений башни, фотография 2007 года

## Архитектурные особенности
Современный вид Средней Арсенальной башни сохранил архитектурные формы конца XVII века. Основу сооружения составляет вытянутый вверх четырёхугольный объём, в 1680-х получивший завершение в виде четырёхгранного шатра со смотровой вышкой и восьмигранным шатриком. В верхней части устроены машикули и парапет с ширинками. Венчает башню позолоченный флюгер.
После модернизации высота башни достигла 38,9 метров. Внешний фасад расчленён двумя вертикальными нишами, давшими ей первое название — Гранёная. Формы и надстройка Средней Арсенальной схожи с Оружейной и Комендантской башнями Кремля. Внутренний объём сооружения разделён на три яруса, перекрытых цилиндрическими сводами и соединённые между собой лестницами.
В книге 1912 года историк Бартенев приводит данные обмера башни: высота — 18 ½ саженей, периметр основы — 13, высота нижней части — 10, высота верхней части — 8 ½.